# 1999 Hirayama
1999 Hirayama là một tiểu hành tinh vành đai chính, được Luboš Kohoutek phát hiện vào năm 1973 tại Bergedorf. Tiểu hành tinh này được đặt theo tên của nhà thiên văn học Kiyotsugu Hirayama người Nhật Bản.